# Sędziszów
Sędziszów (udtale: [sɛɲˈd͡ʑiʂuf])  er en by i den sydvestlige del af  voivodskabet Święty Krzyż i  den sydøstlige del af Polen, i den historiske region Lillepolen. Byen  har 6.305(2021) indbyggere og et areal på 7,97 km², og er en del af  powiatet Jędrzejów. 

## Historie
Sędziszów er et historisk sæde for den adelige Jastrzębiec-familie, hvis  historie går tilbage til det 13. århundrede. Inden for Kongeriget Polen var det administrativt placeret i Kraków voivodskab i Provinsen Lillepolen i Kongeriget Polens krone. Efter Wienerkongressen i 1815, lå landsbyen i det russisk-kontrollerede kongres-Polen. Under januaroprøret, den 31. januar 1864, angreb russiske kosakker en lille enhed af polske oprørere nær landsbyen. Efter en træfning, hvor der var flere ofre på begge sider, lykkedes det oprørerne at undslippe russerne. Russerne gik derefter ind i Sędziszów og myrdede landsbyens forsvarsløse arvinger fra Rusocki-adelsfamilien. I 1885 fik Sędziszów en jernbaneforbindelse og station ved  en linje fra Warszawa til Sosnowiec (i 1920'erne blev der tilføjet en forbindelse til Kraków via Miechów). Derefter flyttede landsbyens centrum sig gradvist fra dens gamle markedsplads mod stationen, og Sędziszów opstod som en bebyggelse for jernbanearbejdere. I 1918 genvandt Polen uafhængighed og kontrol over Sędziszów.

## Galleri
- Barokkirken St. Peter and Paul
- Skole (før 1914)
- Torvet før 1914